# Silnice II/361
Silnice II/361 je silnice II. třídy, která vede z Jaroměřic nad Rokytnou do Znojma. Je dlouhá 31 km. Prochází dvěma kraji a dvěma okresy.
V roce 2020 byl rekonstruován most mezi Jaroměřicemi nad Rokytnou a Příštpem a v roce 2024 úsek silnice mezi Příštpem a hranicemi krajů.

## Vedení silnice

### Kraj Vysočina, okres Třebíč
- Jaroměřice nad Rokytnou (křiž. II/152)
- Příštpo

### Jihomoravský kraj, okres Znojmo
- Rozkoš (křiž. II/400)
- Střelice (křiž. III/4003)
- Jevišovice (křiž. II/398, peáž s II/398)
- Bojanovice
- Hluboké Mašůvky (křiž. III/40831)
- Znojmo (křiž. I/38, II/408, II/399, III/39922, peáž s II/408)